# Adlullia plana
Adlullia plana är en fjärilsart som beskrevs av Walker 1856. Adlullia plana ingår i släktet Adlullia och familjen tofsspinnare. Inga underarter finns listade i Catalogue of Life.